# Indianapolis Kautskys 1939-1940
La stagione 1939-40 degli Indianapolis Kautskys fu la 3ª nella NBL per la franchigia.
Gli Indianapolis Kautskys arrivarono quarti nella Eastern Division con un record di 9-19, non qualificandosi per i play-off.

## Roster
| N° | Naz.                   | Ruolo | Sportivo        | Anno | Alt. | Peso |
| -- | ---------------------- | ----- | --------------- | ---- | ---- | ---- |
|    | Stati Uniti (bandiera) | GA    | Ernie Andres    | 1918 | 185  | 91   |
|    | Stati Uniti (bandiera) | GA    | Jewell Young    | 1913 | 183  | 73   |
|    | Stati Uniti (bandiera) | AC    | George Chestnut | 1911 | 196  | 95   |
|    | Stati Uniti (bandiera) | AC    | Scott Armstrong | 1913 | 193  | 86   |
|    | Stati Uniti (bandiera) | AC    | Homer Thompson  | 1916 | 193  | 98   |
|    | Stati Uniti (bandiera) | A     | Johnny Sines    | 1917 | 185  | 86   |
|    | Stati Uniti (bandiera) | GA    | Frank Baird     | 1912 | 180  | 73   |
|    | Stati Uniti (bandiera) | G     | Eddie Sadowski  | 1915 | 178  | 79   |
|    | Stati Uniti (bandiera) | AC    | Jim Birr        | 1916 | 191  | 98   |
|    | Stati Uniti (bandiera) | G     | Arnold Suddith  | 1910 | 185  | 77   |
|    | Stati Uniti (bandiera) | AC    | Dave Williams   | 1913 | 191  | 95   |
|    | Stati Uniti (bandiera) | C     | Ward Meyers     | 1908 | 185  | 84   |
|    | Stati Uniti (bandiera) | G     | Marvin Stout    | 1915 | 180  | 70   |
|    | Stati Uniti (bandiera) | G     | Rube Reiswerg   | 1912 | 173  | 79   |
|    | Stati Uniti (bandiera) | C     | Gene Cramer     | 1915 | 185  | 88   |
|    | Stati Uniti (bandiera) | A     | Garland Lewis   | 1912 | 193  | 86   |

## Staff tecnico
- Allenatore: Ward Meyers